# Morenosite
La morenosite (simbolo IMA: Mren) è un minerale del gruppo dell'epsomite appartenente alla famiglia dei "solfati" con composizione chimica NiSO4 • 7(H2O).
Da un punto di vista chimico è quindi un solfato eptaidrato di nichel.

## Etimologia e storia

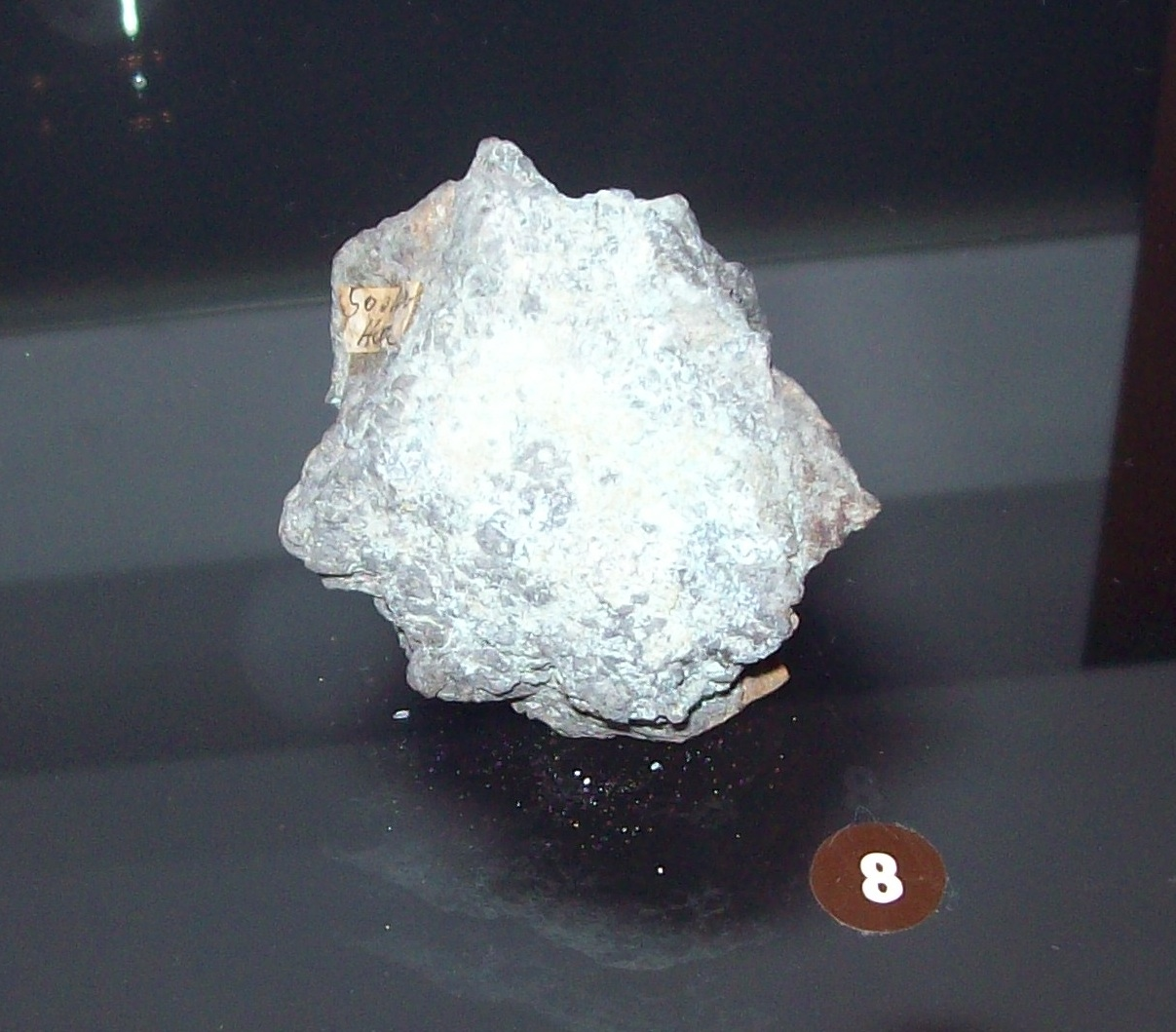
Morenosite trovata in Sassonia, Germania

Il nome deriva da Antonio Moreno Ruiz (1796-1852), chimico e farmacista spagnolo. Fu descritta per la prima volta da Casars, nel 1851.

## Classificazione
La classica nona edizione della sistematica dei minerali di Strunz, aggiornata dall'Associazione Mineralogica Internazionale fino al 2009, elenca la morenosite nella classe "7. Solfati (selenati, tellurati, cromati, molibdati, tungstati)" e nella sottoclasse "7.C Solfati (selenati, ecc.) senza anioni aggiuntivi, con H2O"; questa è ulteriormente suddivisa in base alla dimensione dei cationi coinvolti in modo che la morenosite possa essere trovata nella sezione "7.CB Con soltanto cationi di media dimensione" dove insieme a epsomite e goslarite forma il sistema nº 7.CB.40.
Tale classificazione viene mantenuta invariata anche nell'edizione successiva, proseguita dal database "mindat.org" e chiamata Classificazione Strunz-mindat.
Nella Sistematica dei lapis (Lapis-Systematik) di Stefan Weiß la morenosite si trova nella classe dei "solfati, cromati, molibdati e tungstati" e nella sottoclasse dei "solfati idrati, senza anioni estranei"; qui è nella sezione dei composti con "cationi di medie dimensioni" dove forma il sistema nº VI/C.07 insieme a meridianiite, epsomite e goslarite.
Anche la classificazione dei minerali secondo Dana, usata principalmente nel mondo anglosassone, elenca la morenosite nella classe dei "solfati, cromati e molibdati" e nella sottoclasse degli "acidi idrati e solfati"; qui è nella sezione degli "acidi idrati e solfati con AXO4 • x(H2O)" dove forma il "gruppo dell'epsomite" insieme a epsomite e goslarite, con le quali forma il sistema nº 29.06.11.

## Abito cristallino
La morenosite cristallizza nel sistema ortorombico con il gruppo spaziale P212121 (gruppo nº 19) con i parametri reticolari a = 11,86 Å, b = 12,08 Å, c = 6,81 Å.

## Caratteristiche chimico-fisiche
La morenosite è molto solubile in acqua, si disidrata all'aria, per cui la conservazione va effettuata sotto vuoto o in contenitori stagni.

## Origine e giacitura
La morenosite si forma come minerale secondario non comune nella zona ossidata dei depositi minerali idrotermali contenenti nichel; qui la formazione avviene in soluzioni di acqua a temperature inferiori ai 31,5 °C. La paragenesi è con retgersite, nickelesaidrite, annabergite, millerite.
La morenosite, sebbene sia stata trovata in molte località, non è presente nei siti in gran quantità. In Italia è stata trovata a Champoluc e Valtournenche (Val d'Aosta); a Rio Ardenza (Toscana); Levico Terme (Trentino-Alto Adige); Premosello-Chiovenda, Condove e Alagna Valsesia (Piemonte); a Chiesa in Valmalenco e Lanzada (Lombardia).
Solo per citarne alcuni, ritrovamenti anche a: Tolone (Francia); Micheldorf e Trebesing (Austria); Jáchymov (Repubblica Ceca); molti siti della Germania (tra cui Waldshut, Bergstraße e Nentershausen); il distretto minerario di Laurio (Grecia).
Fuori dall'Europa, sempre per fare alcuni esempi, la morenosite è stata rinvenuta a Shinkolobwe (Repubblica Democratica del Congo); nel governatorato di Erbil (in Iraq); nell'oblast' di Čeljabinsk e nella Kamčatka (Russia); diverse contee degli Stati Uniti.

## Forma in cui si presenta in natura

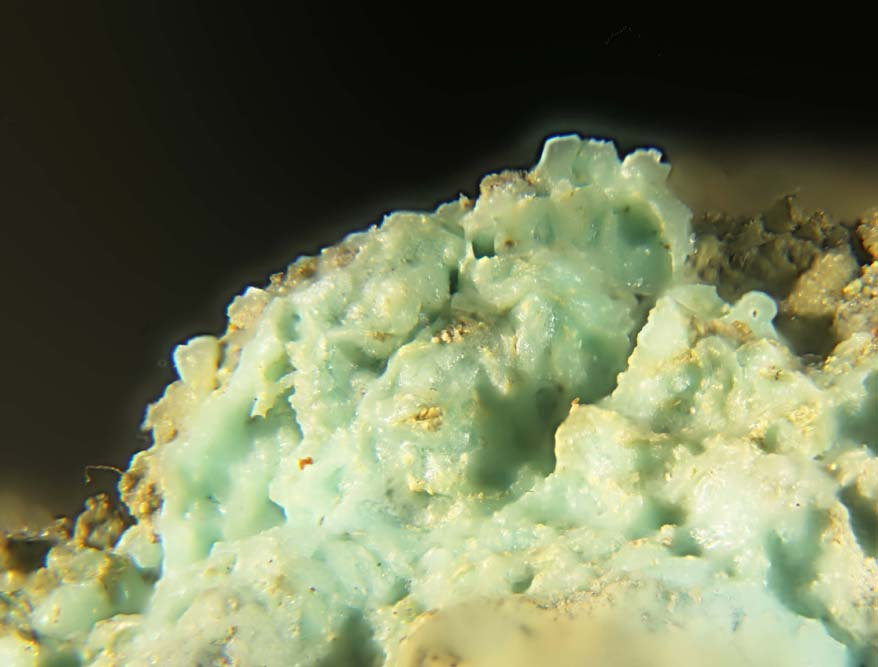
Cristalli color verde di morenosite (da Greater Sudbury, Ontario, Canada)

La morenosite si presenta come cristalli e fibre indistinti, in stalattiti e croste efflorescenti.
La lucentezza del minerale è vitrea e il colore è verde mela o bianco-verdastro, che diventa verde alla luce trasmessa. Il colore del suo striscio è bianco con una leggera sfumatura verde.